# Verbindung Rupertia
Die Verbindung Rupertia ist eine nichtschlagende, nichtfarbentragende Studentenverbindung ohne Korporationsverband an der Ruprecht-Karls-Universität Heidelberg und umliegenden Hochschulen. Die Verbindung wurde am 23. Mai 1873 als Corona Francofurtensis gegründet und 1876 in Rupertia umbenannt. Die Mitglieder der Rupertia setzen sich aus Studenten verschiedener Nationalitäten, Glaubensrichtungen und Eigenheiten zusammen. Ihr Wahlspruch ist „Nec Aspera Terrent!“, was sich frei mit „Scheut keine Mühen!“ übersetzen lässt.

## Geschichte

### Die Anfänge der Verbindung
Die Geschichte der Rupertia beginnt im Sommersemester 1872, als sich zwölf Studenten aus Frankfurt am Main (neun davon jüdischer Herkunft) an der Universität Heidelberg regelmäßig im Restaurant „Schwarzes Schiff“ in Heidelberg-Neuenheim trafen. Bereits im Mai 1873 beschloss diese Gruppe sich mit Statuten einen offizielleren Rahmen zu geben: Am 23. Mai 1873 wurde die Corona Francofurtensis mit den Farben Rot-Weiß-Rot (den Farben der Stadt Frankfurt a. M.) gegründet. Die Corona Francofurtensis beschloss sofort, ihre Farben in der Öffentlichkeit nicht zu tragen und somit eine sogenannte „schwarze Verbindung“ zu sein. Auch stellte die Corona keine besonderen Aufnahmebedingungen auf, wie es manche anderen Studentenverbindungen tun (wie Religion, landsmännische Herkunft etc.) – sie machte „persönliche Freiheit“ und „lebenslange Freundschaft“ zu den einzigen Leitmotiven der Zugehörigkeit zur Verbindung.
So wurden die Gründungsideale von den neun jüdischen Gründern mit folgenden Worten beschrieben:

„Wir haben die Verbindung behufs Ermöglichung eines engeren freundschaftlichen Verkehrs unter Gleichstehenden und zur Betätigung aller derjenigen idealen Gesinnungen und Ziele gegründet, welche uns über das Zufällige im Menschen: Geburt, Stand, Herkunft, Nationalität und Konfession hoch erheben müssen und sollen.“

### Von der Corona Francofurtensis zur Rupertia
Die Corona Francofurtensis genoss nach ihrer Gründung einen starken Zulauf und zwar nicht nur von weiteren Frankfurtern, sondern aus allen Teilen des deutschen Reiches und des Auslands. Durch den regen Zulauf reichten die Räumlichkeiten im „Schwarzen Schiff“ bald nicht mehr aus, so dass die regelmäßigen Treffen fortan im Restaurant „Bremeneck“ (dem späteren Verbindungshaus der Landsmannschaft Teutonia) abgehalten wurden. Schon 1876, also drei Jahre nach der Gründung, zählte die Corona 23 Alte Herren, weswegen die Bezeichnung „Francofurtensis“ aufgrund der Mehrheit von Nicht-Frankfurtern nicht mehr passend erschien und sich die Verbindung am 23. Januar 1876 in Rupertia umbenannte. Die Wahl des Namens geht auf den damals jüngsten Fuxen Michael Martin Lienau, der den erfolgreichen Vorschlag machte, die Verbindung nach dem Pfalzgrafen Ruprecht I. (Begründer der Universität Heidelberg) zu benennen. Die Verbindung Rupertia wurde 1878 durch den Senat der Universität Heidelberg anerkannt.
Im Jahr 1884 beschloss der BC der Rupertia, dass die Mitglieder ab sofort unbedingt satisfaktionsgebend seien. Damit wurde das studentische Fechten offiziell in der Rupertia eingeführt, wobei es keine Pflichtmensuren gab.

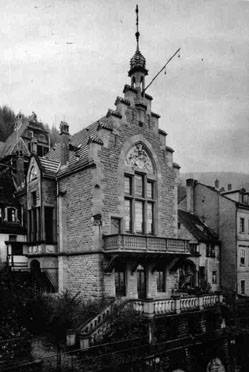
Haus der Verbindung Rupertia

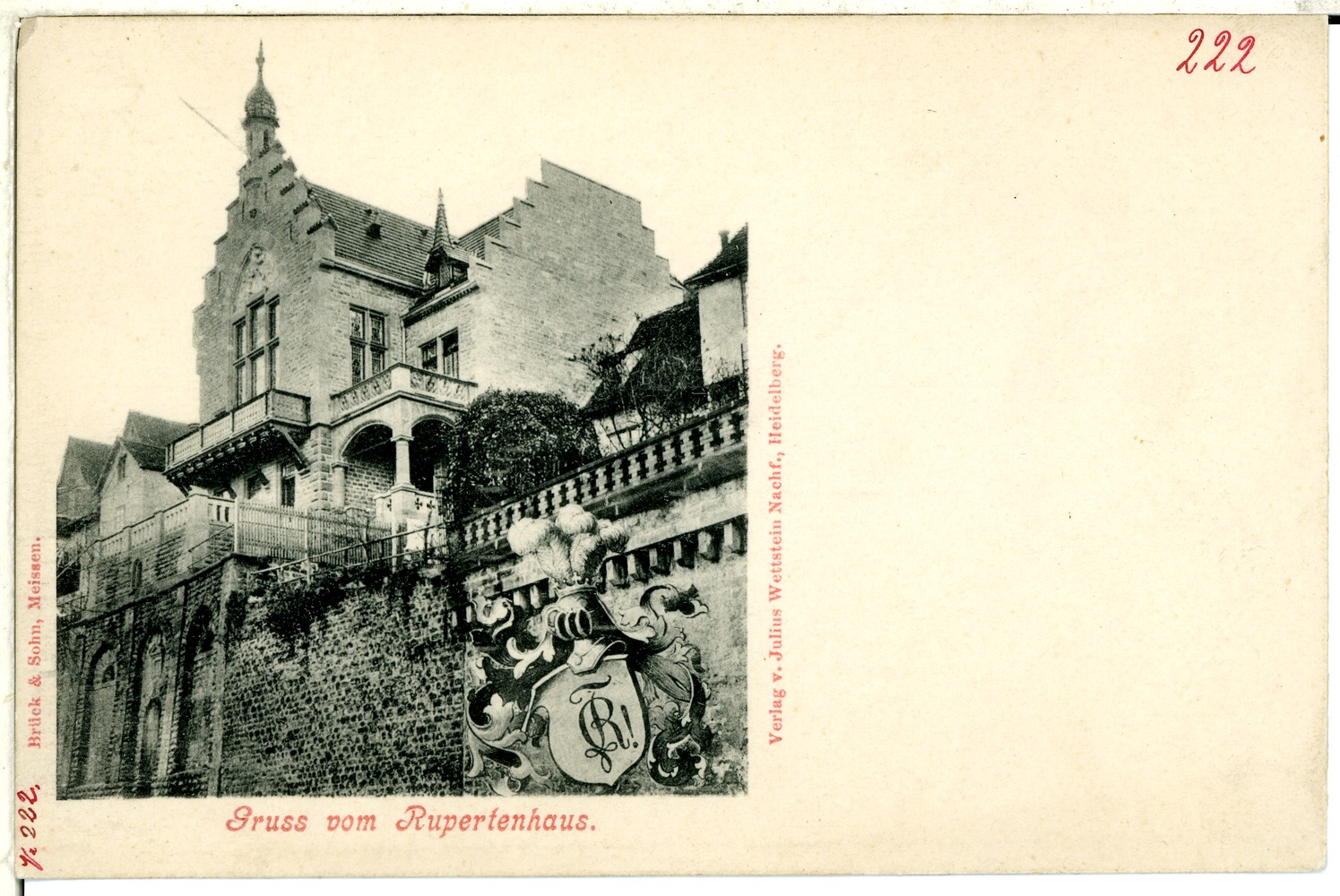
Rupertenhaus(1898)

### Aufstieg der Rupertia
Die Verbindung Rupertia genoss rasch großes Ansehen in der Öffentlichkeit, was u. a. daran zu erkennen war, dass sich auch Größen der Lokalpolitik wie z. B. die Prinzen Maximilian und Ludwig von Baden (jeweils Conkneipanten 1887) sowie Friedrich II. von Baden anschlossen. Vor allem die Söhne reicher badischer Familien stießen zur Rupertia.
Wie zuvor das „Schwarze Schiff“, so konnte auch das „Bremeneck“ der stark wachsenden Verbindung bald nicht mehr genügend Raum bieten. Aus diesem Grund entschloss sich die Rupertia 1894 zu einem Hausbau am Schlossberg Nr. 27/29, welcher 1896 abgeschlossen wurde. Dieser Hausbau war nur durch die großzügigen Spenden einiger Alter Herren bzw. ihrer Väter möglich.

### Die Rupertia während der Weltkriege
Während des Ersten Weltkriegs fielen 34 Mitglieder und das Verbindungsleben kam fast vollständig zum Erliegen. Nachdem 1919 der Verbindungs- und Studienbetrieb wieder aufgenommen worden war, beteiligte sich die Rupertia an der Gründung des „Heidelberger Verbandes Schwarzer Schlagender Verbindungen“ (HVSSV) und nannte sich nun „Schwarzes Corps Rupertia“. Im selben Jahr gründete die Rupertia zusammen mit anderen Verbindungen den Miltenberger Ring.
Im Jahr 1935 wurde die Aktivitas und formell auch die Rupertia im Zuge der Gleichschaltung der Studentenverbindungen im Dritten Reich aufgelöst, lediglich die Vereinigung Alter Ruperten durfte bestehen bleiben. 1938 erfolgte eine „Fortsetzung“ der Rupertia in Form der Kameradschaft General v. Schlieffen, die bis zur Proklamation des „Totalen Krieges“ 1943 auf dem Haus den gewohnten Fechtbetrieb und ausgedehntes studentisches Treiben fortführte. 1945 wurde die Kameradschaft General v. Schlieffen schließlich auch formell aufgelöst.

### Neugründung der Rupertia nach ’45
Nach Ende des Zweiten Weltkriegs 1945 wurde das Korporationshaus von amerikanischen Truppen beschlagnahmt, wodurch zahlreiches Inventar abhandenkam. Nach dem Abzug der Amerikaner erhielt die Vereinigung Alter Ruperten e. V. das Haus zurück. Zwischen 1947 und 1949 nutzten zwei studentische Gruppierungen auf Einladung der Altherrenschaft die Räumlichkeiten der Rupertia für ihre Treffen: Die Alpach-Gruppe (der spätere Heidelberger Kreis) und Lykeion. 1949 trat die Altherrenschaft an die Lykeion-Gruppe mit der Anfrage heran, ob diese nicht als neue Aktivitas in die Rupertia eintreten möge. Lykeion nahm an, setzte aber seinerseits einige Bedingungen durch, was 1953 u. a. zum offiziellen Aufgeben der unbedingten Satisfaktion führte. Die Rupertia wurde in ihrer heutigen Form 1963 zusammen mit allen anderen Heidelberger Studentenverbindungen von der Universität Heidelberg anerkannt. Im Zuge einer Satzungsreform wurde schließlich 1967 auch offiziell die Verabredungsmensur abgeschafft, seitdem ist die Rupertia eine nichtschlagende Verbindung.

## Auswärtige Beziehungen
Auch nach dem Krieg beteiligte sich Rupertia an der Wiedergründung des Korporationsverbandes Miltenberger Ring, der 1973 mit dem Wernigeroder Schwarzen Verband (WSV) zum Miltenberg-Wernigeroder Ring (MWR) fusionierte. Im Zuge einer Verbandskrise 1995 trat die Rupertia aus dem neu gegründeten Miltenberger Ring aus und ist seitdem ohne Korporationsverband.

## Bekannte Mitglieder
In alphabetischer Reihenfolge
- Ludwig Arnsperger, Chirurg
- Felix Auerbach, Physikprofessor
- Hugo von Babo, Ched des Geheimen Kabinetts im Großherzogtum Baden
- Prinz Maximilian von Baden, letzte Thronfolger des Großherzogtums Baden, letzter Reichskanzler des Deutschen Kaiserreichs
- Prinz Ludwig von Baden,  Großherzoglicher Prinz, (Titular-)Markgraf von Baden und (Titular-)Herzog von Zähringen
- Friedrich II. (Baden, Großherzog), letzter Großherzog von Baden
- Carl Heinrich Becker, Preußischer Kultusminister
- Friedrich Blochmann, Zoologe
- Paul Christian, Mediziner
- Hans-Otto de Boor, Rechtswissenschaftler
- Anton Dilger, Mediziner
- Eduard Dingeldey, Politiker
- Gustav Ehrismann, Germanist
- Ernst Eisenlohr, Gesandter
- Hermann Fecht, badischer Justizminister
- Karl Flesch, Stifter, Rechtsanwalt
- Theodor Gunzert, Kolonialbeamter
- Heinrich Haeckel, Chirurg
- Oskar Hammelsbeck, Direktor der Pädagogischen Akademie Wuppertal
- Karl Helm, Professor der germanischen Philologie
- Alfred Hoche, Forensischer Psychiater
- Friedrich Hoffmann, Kurator der Albertus-Universität
- Hermann Holthusen, Mediziner
- Hellmut Georg Isele, Rechtswissenschaftler
- Ludwig Klein, Botaniker
- Fritz Kröhnke, Chemiker
- Hubert Laschitza, Richter und Kommunalpolitiker
- Otto Leers, Minister für Kultus und Unterricht, Baden
- Theodor Lewald, Vorsitzender des Organisationskomitees der Olympischen Spiele 1936
- Hellmuth Loening, Präsident des Oberverwaltungsgerichts Jena
- Konrad Maß, Kommunalpolitiker, Schriftsteller und Sachbuchautor
- Dagobert Moericke, Senatspräsident am Bundesgerichtshof
- Karl Obser, Direktor des badischen Generallandesarchivs in Karlsruhe
- Hermann Meinhard Poppen, Universitätsmusikdirektor an der Ruprecht-Karls-Universität Heidelberg
- Detlev Prößdorf, Oberbürgermeister von Kehl
- Wolfgang Gans zu Putlitz, Gutsbesitzer und Politiker
- Walther Rauschenberger, Bibliothekar
- Albert Reimann, Chemiker und Unternehmer
- Ernst Rodenwaldt, Professor der Hygiene
- Werner Schur, Althistoriker
- Harald Sioli, Begründer der Tropenökologie
- Aladar Skita, Professor für organische Chemie
- Heinrich Stinnes, Kunstsammler
- Karl von Stockmayer, Literaturwissenschaftler und Bibliothekar
- Wolfgang Stresemann, Jurist, Buchautor, Orchesterintendant, Dirigent und Komponist
- Heinz Trützschler von Falkenstein, Diplomat
- Emil Turban, Verwaltungsbeamter
- Julius von Waldthausen, Diplomat
- Albrecht Weiß, Jurist und Nationalökonom
- August Wendt, Verwaltungsjurist
- Ernst Werber, Verwaltungsjurist
- Julius Wilser, Geologe